# City of Canada Bay
City of Canada Bay – jeden z 38 samorządów lokalnych wchodzących w skład aglomeracji Sydney, największego zespołu miejskiego Australii. Formalnie stanowi niezależne miasto, usytuowane w centralnej części aglomeracji. Zajmuje powierzchnię 20 km² i liczy 65 742 mieszkańców (2006). 
Władzę ustawodawczą sprawuje rada miasta, licząca ośmiu członków wybieranych z zastosowaniem ordynacji proporcjonalnej. Dziewiąte miejsce w radzie otrzymuje z urzędu burmistrz, pochodzący z wyborów bezpośrednich.

## Geograficzny podział City of Canada Bay
| - Abbotsford - Breakfast Point - Cabarita - Canada Bay - Chiswick - Concord - Concord West - Drummoyne - Five Dock | - Liberty Grove - Mortlake - North Strathfield - Rhodes - Rodd Point - Russell Lea - Strathfield - Wareemba |

## Galeria

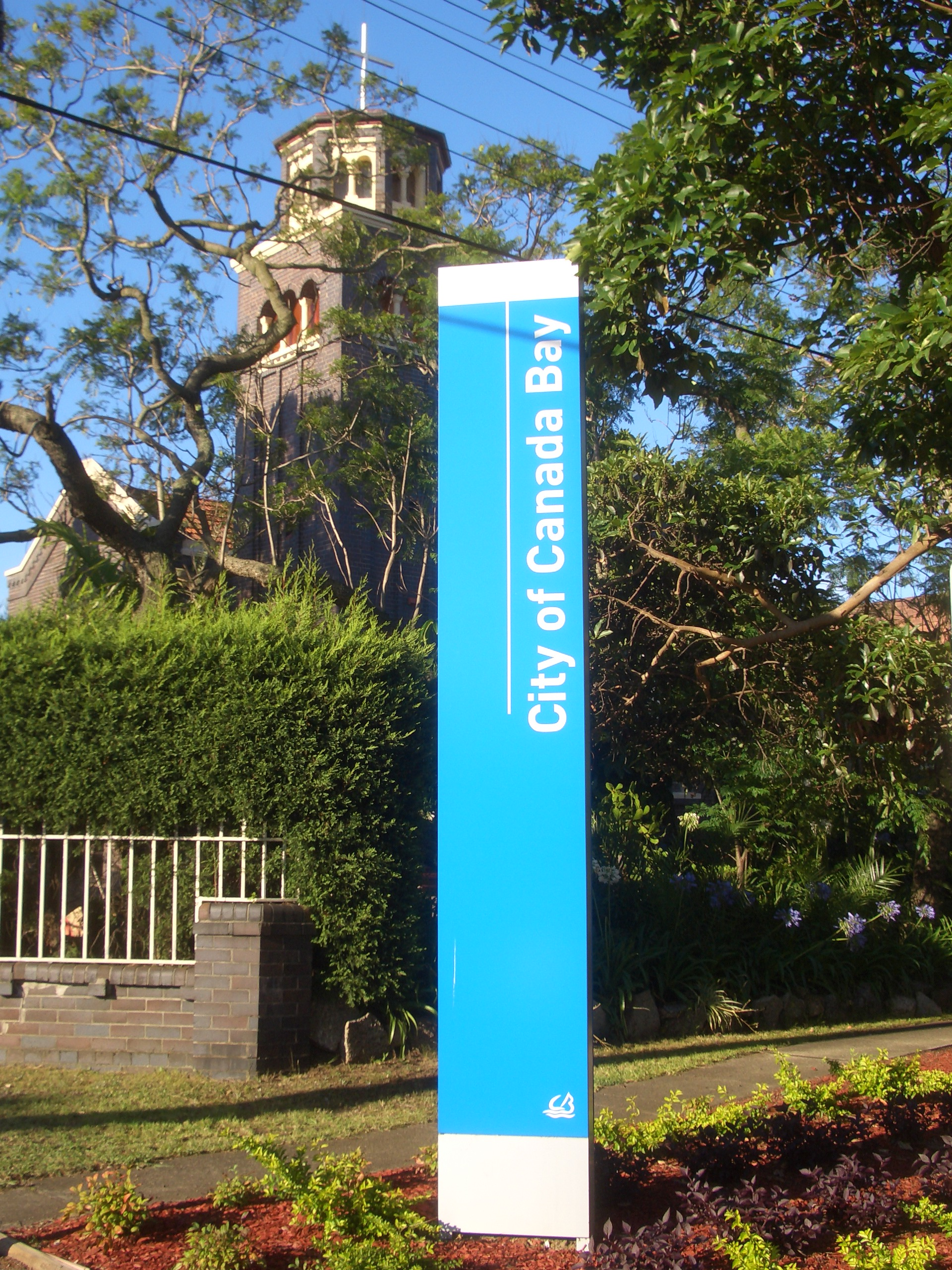
Tablica informująca o wjeździe na teren samorządu
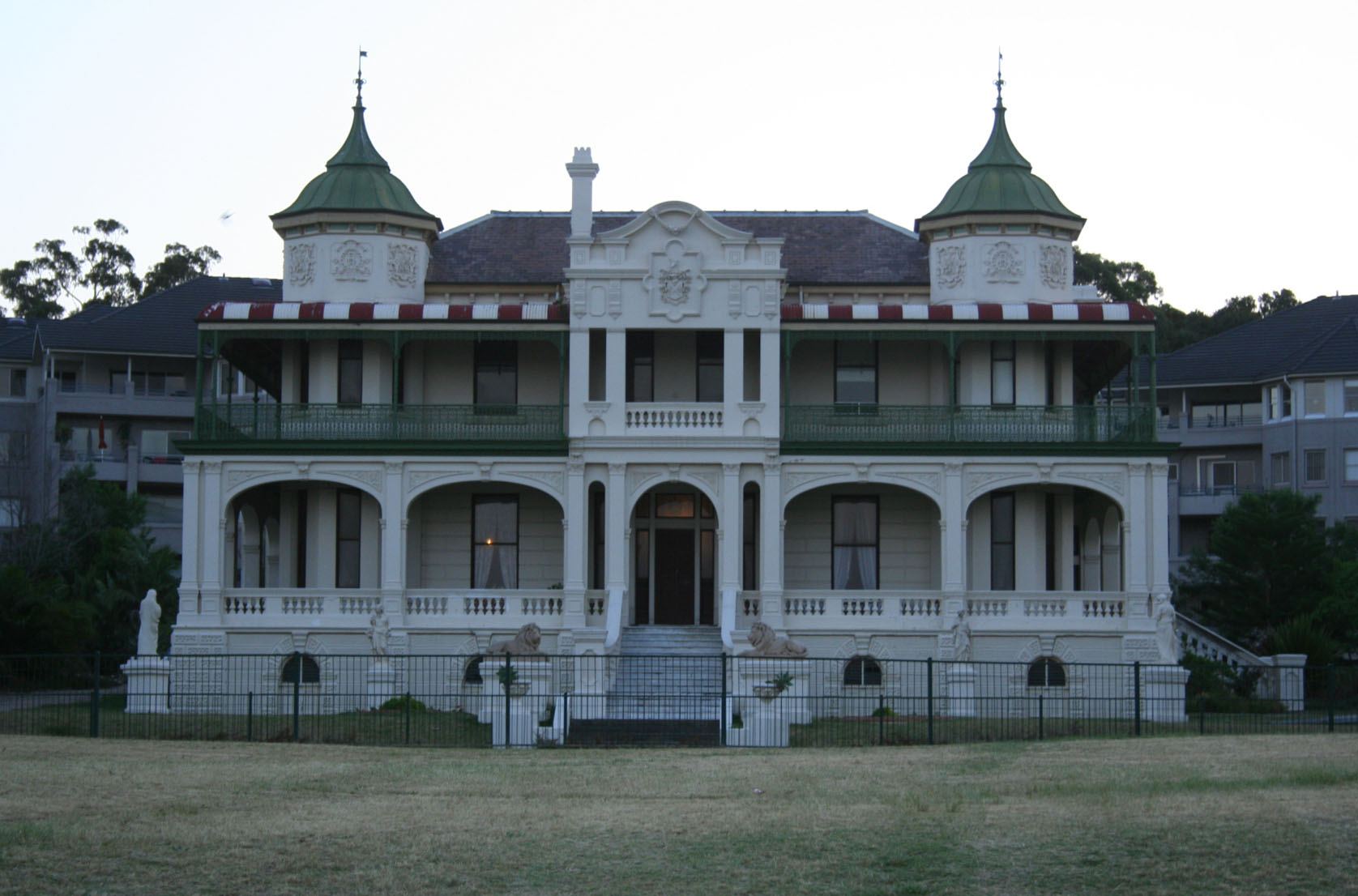
Abbotsford House
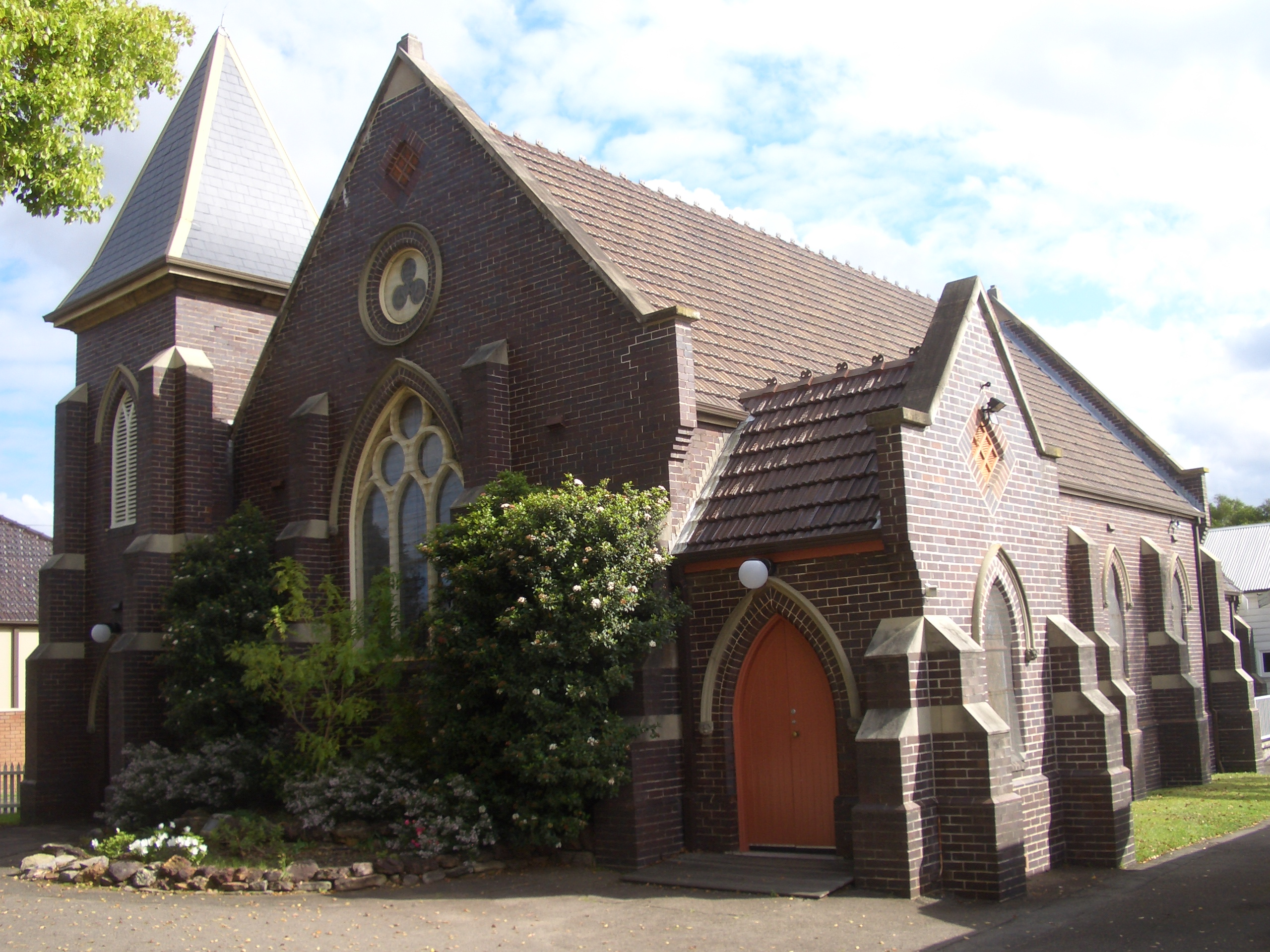
Kościół prezbiteriański w Abbortsford
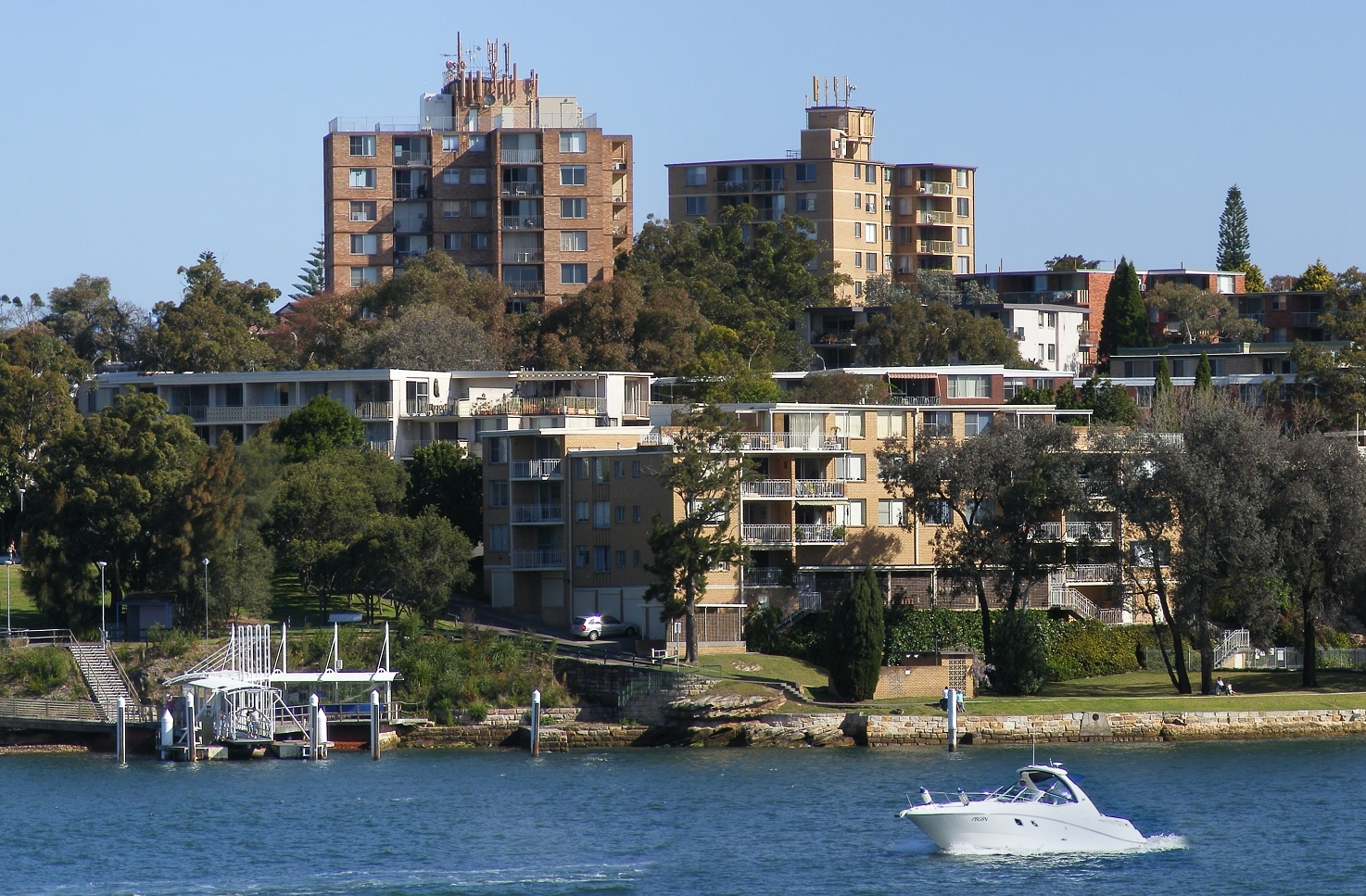
Budynki mieszkalne nad brzegiem zatoki